# Balletkompagni
Et balletkompagni er en organiseret gruppe dansere, som danser ballet.